# Schlögelsmühle
Schlögelsmühle ist ein Ortsteil des Marktes Lauterhofen. Es handelt sich um einen Weiler mit neun Häusern. Er liegt an der Lauterach.
Im Ort ist ein Lagerhaus der Raiffeisen-Handels-GmbH im Jura.
Kirchlich gehört Schlögelsmühle zur Pfarrei Lauterhofen im Dekanat Habsberg.
Am 1. Juli 1972 wurde die Schlögelsmühle von der Gemeinde Pfaffenhofen nach Lauterhofen eingemeindet. Die Restgemeinde Pfaffenhofen mit Hellberg, Pattershofen und Sankt Lampert wurde am 1. Mai 1978 nach Kastl eingemeindet. Einziges Baudenkmal ist die Dorfkapelle St. Maria aus dem Anfang 19. Jahrhundert.